# Universitat Paris Sciences et Lettres
La Universitat Paris Sciences et Lettres (francès: Université Paris-Sciences-et-Lettres) or Universitat PSL és una institució i universitat francesa dedicada a la recerca i la investigació, situada a la ciutat de París, Illa de França. Es dedica sobretot a la tecnologia, ciència i enginyeria, però també a altres temes. Va ser creada el 2010.

## Membres[5]
- Collège de France
- École nationale supérieure de chimie de Paris
- École Normale Supérieure
- École supérieure de physique et de chimie industrielles de la ville de Paris
- Institut Curie
- École nationale supérieure des mines de Paris
- Observatori de París
- Universitat París-Dauphine
- Centre Nacional de la Recerca Científica
- Institut national de la santé et de la recherche médicale